# Бенгс (Техас)
Бенгс (англ. Bangs) — місто (англ. city) в США, в окрузі Браун штату Техас. Населення — 1540 осіб (2020).

## Географія
Бенгс розташований за координатами 31°42′57″ пн. ш. 99°7′49″ зх. д. / 31.71583° пн. ш. 99.13028° зх. д. (31.715935, -99.130346).  За даними Бюро перепису населення США в 2010 році місто мало площу 3,82 км², уся площа — суходіл.

## Демографія
Згідно з переписом 2010 року, у місті мешкали 1603 особи в 620 домогосподарствах у складі 421 родини. Густота населення становила 420 осіб/км².  Було 726 помешкань (190/км²).
Расовий склад населення:
| - 84,8 % — білих - 4,1 % — чорних або афроамериканців - 0,9 % — корінних американців - 0,1 % — азіатів - 6,4 % — осіб інших рас |

До двох чи більше рас належало 3,7 %. Частка іспаномовних становила 16,8 % від усіх жителів.
За віковим діапазоном населення розподілялося таким чином: 26,9 % — особи молодші 18 років, 55,1 % — особи у віці 18—64 років, 18,0 % — особи у віці 65 років та старші. Медіана віку мешканця становила 39,7 року. На 100 осіб жіночої статі у місті припадало 90,6 чоловіків;  на 100 жінок у віці від 18 років та старших — 83,7 чоловіків також старших 18 років.
Середній дохід на одне домашнє господарство  становив 43 377 доларів США (медіана — 37 361), а середній дохід на одну сім'ю — 53 225 доларів (медіана — 50 594). Медіана доходів становила 37 143 долари для чоловіків та 31 595 доларів для жінок. За межею бідності перебувало 13,9 % осіб, у тому числі 22,4 % дітей у віці до 18 років та 6,1 % осіб у віці 65 років та старших.
Цивільне працевлаштоване населення становило 720 осіб. Основні галузі зайнятості: освіта, охорона здоров'я та соціальна допомога — 28,5 %, роздрібна торгівля — 12,5 %, виробництво — 11,4 %.